# Operation Marea Negra
Operation Marea Negra ist eine spanisch-portugiesische Thriller-Drama-Fernsehserie, die von Patxi Amezcua und Natxo López geschrieben und unter der Regie von Daniel Calparsoro, Oskar Santos und João Maia für Prime Video verfilmt wurde. Produziert wird die Reihe von Ficción Producciones und Ukbar Filmes in Zusammenarbeit mit dem portugiesischen öffentlich-rechtlichen Sender RTP und mehreren spanischen Regionalkanälen unter der Leitung der „Compañía de Radio-Televisión de Galicia“, einem Verband autonomer spanischer Fernsehsender in Galicien. In der fiktiven Serie, die auf der wahren Geschichte eines 2018 in Galicien gefundenen Drogen-U-Boots basiert, spielen Álex González (1. Staffel) und Jorge López (2. Staffel) – beide in der Rolle des Nando – sowie Nerea Barros, Nuno Lopes, Miquel Insua, Luis Zahera, Xosé Barato, Carles Francino, Manuel Manquiña, Lúcia Moniz, Luís Esparteiro, David Trejos, Leandro Firmino und Bruno Gagliasso.
Die erste Staffel der Serie besteht aus vier Episoden und wurde am 25. Februar 2022 veröffentlicht. Am 21. März 2022 wurde die Serie für eine zweite Staffel mit fünf Episoden verlängert, die am 10. Februar 2023 auf Prime Video Premiere feierte. Im Frühjahr 2024 wurde die abschließende dritte Staffel mit fünf weiteren Folgen veröffentlicht.

## Handlung
Der galicische Amateurboxer Fernando, Nando genannt, ist gerade spanischer Meister im Boxen geworden, gilt jedoch für den Einstieg in eine Profikarriere bereits als zu alt. Um den eigenen Lebensunterhalt zu sichern, arbeitet er in Teilzeit als Wachmann und hilft seinem Großvater beim Fischfang. Um dem prekären Überlebenskampf am Rande des Existenzminimums zu entfliehen, geht er auf das Angebot seiner Cousine ein, für seinen Onkel als Drogenkurier zu arbeiten. Nach einer erfolgreich verlaufenen, kleineren Transaktion wird er beauftragt, mit einem handgefertigten Halbtauchboot von Südamerika aus den Atlantischen Ozean zu überqueren und dabei drei Tonnen Kokain im Inneren des Bootes zu transportieren. Gemeinsam mit einem portugiesischstämmigen Jugendfreund Sergio (Nuno Lopes), der ein ausgebildeter Schiffsmechaniker ist, fliegt er nach Südamerika, um dort die Drogenladung zu übernehmen und das Halbtauchboot zu besteigen. Als die beiden Freunde das Boot sehen, kommen ihnen Zweifel an dessen Seetüchtigkeit, und sie versuchen in der Nacht vor der Abreise, aus dem Camp der Drogenhändler zu fliehen. Zu Fuß im Urwald unterwegs werden sie bei Tageslicht von den motorisierten Truppen der Narcos (umgangssprachliche Abkürzung von narcotraficante, spanisch für Drogenhändler) gestellt und zurück ins Camp gebracht. Da Nandos Kenntnisse der nordspanischen Küste für eine sichere Ankunft des Bootes benötigt werden, wird er vom Anführer der Drogengang nicht bestraft. Sergio hingegen wird als ersetzbar angesehen, da die Gang, die den Halbtaucher gefertigt hat, selbst über Schiffsmechaniker verfügt. Nandos Jugendfreund wird daher zur Strafe für den Fluchtversuch vor Nandos Augen erschossen. Gemeinsam mit der rechten Hand des Drogenbosses und einem ortsansässigen Mechaniker kann Nando mit dem Halbtaucher gerade noch fliehen, als das Camp von der regionalen Polizei angegriffen wird. Sie begeben sich auf die für etwa drei Wochen angesetzte Fahrt über den Atlantik, mit knapp bemessenem Treibstoff und Nahrung, und haben auf der Überfahrt Stürme, Pannen, Hunger und ab dem Erreichen der Azoren dann auch die Verfolgung durch die Polizei zu überstehen.
Nachdem die Polizei an den Azoren eine Übergabe der Ladung an die Gang von Nandos Onkel erfolgreich verhindern konnte, gibt dieser die Ladung auf, um kein weiteres Risiko einzustellen. Nando und seine beiden Mitstreiter sind nun auf sich alleine gestellt und schaffen es durch Nandos Ortskenntnis mit dem letzten Tropfen Treibstoff bis an die galicische Küste. Ein von Nando telefonisch dort hinbeorderter Freund wird jedoch von der Polizei abgefangen, sodass die Behörden bereits in Truppenstärke am Ufer warten, als das Boot eintrifft. Lediglich der durchtrainierte Nando kann sich schwimmend in Sicherheit bringen und in einer anderen Bucht an Land gehen, sodass er zunächst nicht gefasst wird. Erst fünf Tage später entdeckt die Polizei ihn in seinem Versteck, einer kleinen Bootshalle. Die erste Staffel der Serie endet damit, dass Nando, seine beiden Mitreisenden sowie der zum Ufer bestellte Freund von der Polizei ins Gefängnis überführt werden.

## Besetzung
- Álex González (erste Staffel) / Jorge López (zweite und dritte Staffel): Nando
- Nerea Barros: Gema Valdés Costa
- Soraia Chaves: Dani
- Óscar Jaenada: Muro
- Patricia Vico: Andrade
- Pêpê Rapazote: Boza
- Bruno Gagliasso: João
- Lúcia Moniz: Carmo
- Miguel de Lira: Merino
- Melania Cruz: Sargento
- Miquel Insua: Valdés
- Luis Zahera: Cesáreo
- Leandro Firmino: Walder
- Xosé Barato: Ortiz
- Manuel Manquiña: Antón
- Diego Anido: Anxo
- Belén López: Julia
- Hugo Guzmán: Carlitos Miranda
- Daniel Ibáñez: Talavera
- Daniel Pérez Prada: Novoa
- Esther Acebo: Coira
- Julius Cotter: Diosdado
- Dmitry Bogomolov: Kurtis
- Roberto Garcia: Cujo

## Produktion
Am 23. Juni 2021 wurde bekannt gegeben, dass Amazon Prime Video zusammen mit Ficción Producciones, mehreren FORTA-Kanälen (darunter CRTVG) und dem portugiesischen öffentlich-rechtlichen Sender RTP eine 4-teilige Serie über das erste in Europa aufgegriffene Narco-U-Boot entwickelt. Daniel Calparsoro wurde als Hauptregisseur der Serie engagiert, während Oskar Santos und der Portugiese Joao Maia ebenfalls Regie führten. Das Drehbuch wurde von Patxi Amezcua und Natxo López geschrieben. Im Juli 2021 wurde bekannt gegeben, dass Álex González die Hauptrolle in der Serie spielen würde, und auch andere Schauspieler wurden für die Serie angekündigt.

## Kritiken
Ernst Corinth stellt der ersten Staffel im RND ein eher positives Urteil aus und schreibt: „Sympathieträger der Miniserie ist aber eindeutig Nando, der gute Boxer von nebenan. Er kümmert sich liebevoll um seinen Großvater, ist sowieso irgendwie ein netter Kerl, der nur auf die schiefe Bahn gerät, weil er endlich mal richtig Geld verdienen will und beruflich nur die Wahl zwischen Fischer und Wachmann hat. So fiebert man tatsächlich drei Stunden lang mit einem Kriminellen mit, hofft, dass es irgendwie gut ausgeht für ihn, dass der Halbtaucher, der eigentlich eine riesige Blechkiste ist, die Fahrt übersteht und Nando ans Ziel bringt.“
In der FAZ urteilt Matthias Hannemann über die Serie, „der Nervenkitzel (halte) sich (…) in Grenzen“, Melanie von Bismarck bezeichnet die erste Staffel auf dem Internetauftritt des NDR als „qualitativ eher unauffällig“.